# Raja Dunajevskaja
Raja Dunajevskaja (Ра́я Дунае́вская), född 1 maj 1910 i Jaryschiw (nuvarande Vinnytsia oblast i Ukraina), död 9 juni 1987 i Chicago, var en amerikansk ukrainskfödd marxistisk filosof och feminist. Hon grundade den revolutionära organisationen News and Letters Committees.

## Biografi
Raja Dunajevskaja föddes i nuvarande Ukraina och emigrerade 1920 till Chicago med sina föräldrar. Som tonåring gick hon med i USA:s kommunistiska parti. Hon blev dock utesluten ur detta och anslöt sig till den trotskistiska rörelsen; åren 1938–1939 var hon Lev Trotskijs sekreterare i Mexiko. Efter de amerikanska trotskisternas splittring kom Dunajevskaja att tillhöra en falang som betraktade Stalins styrelseskick som en degenererad typ av socialism, som hade anammat ett kapitalistiskt produktionssätt i form av statskapitalism. 
Genom en syntes av Marx och Hegels verk utvecklade Dunajevskaja marxism-humanismen. År 1955 grundade hon den revolutionära organisationen News and Letters Committees och tidskriften News & Letters.